# Печінка
Печі́нка (лат. hepar, від дав.-гр. ἧπαρ) — велика залоза зовнішньої секреції в хребетних та деяких інших тварин і людини. Є життєвонеобхідним органом.

## Морфологія
Печінка в безхребетних — виріст переднього відділу середньої кишки або шлунка. Вона безпосередньо бере участь у перетравлюванні їжі. Клітини печінки молюсків здатні до фагоцитозу. У хордових тварин і людини печінка виділяє жовч і відіграє важливу роль в обміні речовин організму. У менш організованих хребетних печінка має трубчасту будову. У плазунів, птахів і ссавців поперечні анастомози перетворюють трубчасту залозу на сітчасту. Печінка більшості хребетних — часточковий орган. У м'ясоїдних тварин печінка порівняно більша, ніж у травоїдних. Форма печінки залежить від форми порожнини тіла тварини.
Структура тканини печінки має особливу будову, тому належить до паренхіматозних органів.

## Будова
Печінка — залозистий орган масою близько 1500 г, має червоно-бурий колір і досить м'яку консистенцію, розташована у верхньому відділі черевної порожнини: в основному в правому підребер'ї, в надчеревній ділянці і незначна її частина — в лівому підребер'ї. У новонароджених печінка займає більшу частину черевної порожнини. У печінці, що зовні нагадує неправильну шапку гриба, розрізняють верхню (діафрагмальну) опуклу поверхню, яка прилягає до діафрагми, і нижню (вісцеральну), яка обернена вниз і прилягає до органів. Ці поверхні відокремлені одна від одної переднім гострим краєм, задній край тупий і нагадує своєю формою поверхню. Він прилягає до діафрагми. Печінка майже повністю покрита очеревиною, за винятком поперечної борозни і заднього краю.

### Зв'язки
У місцях переходу очеревини з діафрагми на печінку і з печінки на внутрішні органи утворюються зв'язки, що утримують орган у правильному положенні.
- Серпоподібна зв'язка (ligamentum falciforme hepatis) йде майже в сагітальній площині від парієтального листка діафрагми до виступаючої частини печінки, утворюючи дугу, своєрідний «серп», за що вона й отримала свою назву. Під кутом 90° з'єднується з вінцевою зв'язкою, а спереду — з круглою зв'язкою.
- Кругла зв'язка (lig. teres hepatis) починається у лівій поздовжній борозні і закінчується на передній черевній стінці біля пупка. За походженням кругла зв'язка являє собою колишню пупкову вену плоду, яка після народження зазнає фібротизації і перетворюється на щільний джгут.
- Вінцева зв'язка (lig. coronarium) по краях (справа і зліва) потовщується, формуючи наступні зв'язки:
- Ліва трикутна зв'язка (lig. triangulare sinistrum)
- Права трикутна зв'язка (lig. triangulare dextrum)

Окрім того, від печінки до інших органів черевної порожнини відходять інші зв'язки: печінково-шлункова (lig. hepatogastricum), печінково-ниркова (lig. hepatorenale), печінково-товстокишкова (lig. hepatocolicum), печінково-дванадцятипала (lig. hepatoduodenale).

### Поверхні
У печінці виділяють дві поверхні: верхню опуклу діафрагмальну (facies diaphragmatica) і нижню місцями увігнуту вісцеральну (facies visceralis). Спереду верхню і нижню поверхні розмежовує нижній край (margo inferior).

###### Діафрагмальна поверхня
Випукла, рівна; безпосередньо прилягає до діафрагми. На діафрагмальній поверхні виділяють 4 частини: верхню частину (pars superior), повернуту до сухожилкового центру діафрагми, передню (pars anterior), повернуту допереду, праву частину (pars dextra), спрямовану вправо до бокової черевної стінки, і задню частину (pars posterior), злегка опуклу, повернуту в бік спини.

###### Вісцеральна поверхня
Має плоску нерівну, злегка увігнуту поверхню, що відповідає конфігурації органів черевної порожнини (стравохідне, шлункове, дванадцятипалокишкове, ободовокишкове, ниркове, надниркове втиснення). Тут проходять дві поздовжні (права й ліва) та одна поперечна борозни. Дві борозни мають сагітальний напрямок і йдуть майже паралельно одна одній від переднього до заднього краю печінки: права поздовжня борозна (sulcus longitudinalis dexter) й ліва поздовжня борозна (sulcus longitudinalis sinister).
- Права поздовжня борозна представлена ямкою жовчного міхура; в передньому відділі борозни лежить жовчний міхур, в задньому — нижня порожниста вена; продовженням цієї борозни назад від поперечної борозни є борозна нижньої порожнистої вени.
- У лівій поздовжній борозні (точніше щілині) розташовані два рудиментарні утвори: кругла зв'язка печінки, що залягає в передньому відділі однойменної щілини та венозна зв'язка (облітерована венозна протока), що проходить у задньому відділі однойменної щілини.
- Приблизно посередині їх перетинає поперечна борозна (sulcus transversus), що має довжину 3-5 см. Поперечна борозна також називається воротами печінки (porta hepatis), оскільки через неї проходять печінкова артерія, ворітна вена, жовчні протоки та лімфатичні судини.

Борозни ділять вісцеральну поверхню на чотири частки: праву (lobus dexter) — найбільша, яка лежить праворуч від поздовжньої борозни; ліву (lobus sinister), розташовану ліворуч від лівої поздовжньої борозни; квадратну (lobus quadratus), обмежену ззаду воротами печінки, а з боків правою та лівою поздовжніми борознами та хвостату (lobus caudatus), що також міститься між правою та лівою поздовжніми борознами, але позаду від воріт печінки.

### Частки
Серпоподібною зв'язкою печінка поділяється на дві частки: праву (lobus hepatis dexter) — більшу і ліву (lobus hepatis sinister) — меншу, які на діафрагмальній поверхні відокремлені серпоподібною зв'язкою печінки. У вільній частині цієї зв'язки знаходиться кругла зв'язка печінки, яка є залишком пупкової вени плода. Над верхньою поверхнею лівої частки є заглибина (impressio cardiaca), що відповідає положенню серця над діафрагмою. На вісцеральній поверхні межею між правою і лівою частками є ліва поздовжня борозна, в якій спереду лежить кругла зв'язка печінки, а ззаду — венозна зв'язка (залишок венозної протоки в плода). Права частка на нижній поверхні правою поздовжньою і поперечною борознами ділиться ще на квадратну (lobus quadratus hepatis) і хвостату (lobus caudatus hepatis) частки. Містить 5 секторів: латеральний, парамедіальний, дорсальний, а також 8 сегментів.

### Сегменти
Внутрішню структуру її утворюють часточки призматичної форми, які складаються з печінкових клітин, що здійснюють багато функцій, в тому числі, виробляють жовч, яка послідовно потрапляє у жовчні капіляри (завширшки 0,5 — 1 мм), внутрішньо- та міжчасткові протоки.

Печінка людини, схематичне зображення

Протоки, які виходять з кожної частки печінки, зливаючись, утворюють загальну печінкову протоку (ductus hepaticus communis), завдовжки 4–5 см. Вона зливається з міхуровою протокою жовчного міхура, утворюючи загальну жовчну протоку (ductus choledochus, ductus biliaris). Вона впадає в дванадцятипалу кишку, зазвичай ближче до кінця з'єднуючись з протокою підшлункової залози і разом з нею відкриваючись у печінково-підшлункову ампулу (ampulla hepatopancreatica).

### Оболонка
Печінка вкрита серозною оболонкою з підсерозним прошарком, крім невеликого позаочеревинного голого поля (area nuda) задньої частини діафрагмальної поверхні — місця зрощення з поперековою частиною діафрагми, ямки жовчного міхура і борозни нижньої порожнистої вени. Це тонка прозора оболонка, міцно зрощена з волокнистою оболонкою, яка обгортає печінку. Волокниста оболонка з кровоносними судинами проникає в паренхіму печінки (через ворота), утворюючи навколосудинну волокнисту капсулу.

### Кровотік
Кров надходить у печінку по системі ворітної вени та венах печінки і печінковій артерії, які розгалужуються на міжчасткові вени і артерії. Останні в паренхімі печінки розгалужуються на капіляри (синусоїди), які безпосередньо стикаються з клітинами печінки. Ендотелій синусоїдів утворений клітинами зірчастої форми, які здатні до фагоцитозу. З капілярного русла паренхіми печінки формуються вени, які впадають в нижню порожнисту вену.
Іннервація печінки здійснюється печінковим нервовим сплетенням.

## Функції
Печінка у людини виконує захисні, знешкоджувальні, ферментативні та видільні функції, спрямовані на підтримання гомеостазу в організмі; бере участь у процесах травлення, кровотворення, білковому, вуглеводному, жировому, мінеральному обмінах, обміні вітамінів. Зачаток печінки з'являється наприкінці третього тижня зародкового розвитку людини з ділянки вентральної стінки дванадцятипалої кишки. Подальша диференціація печінки полягає у вростанні сполучної тканини всередину печінки по ходу ворітної вени. Вона поділяє паренхіму печінки на частки.

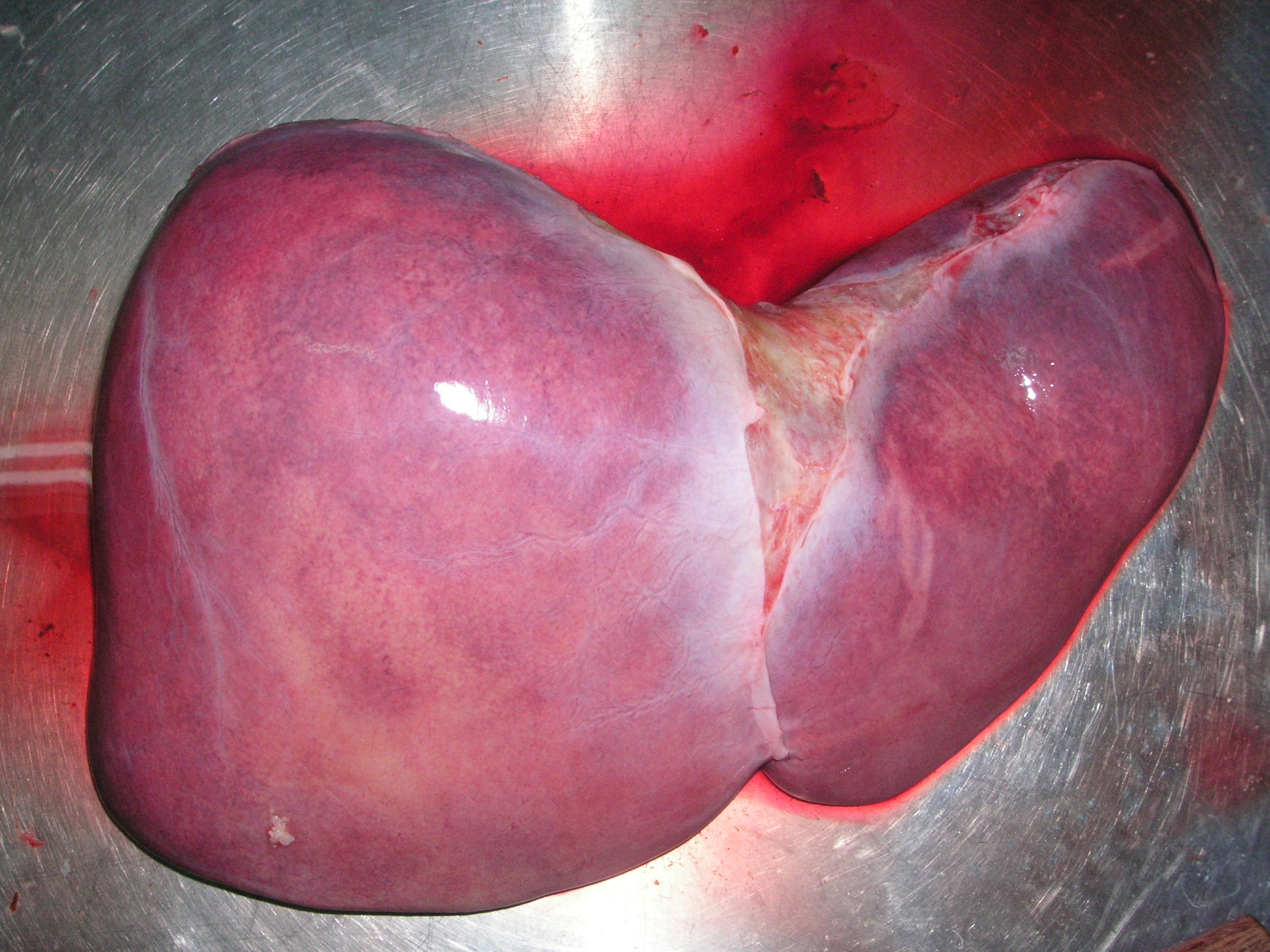
Печінка людини

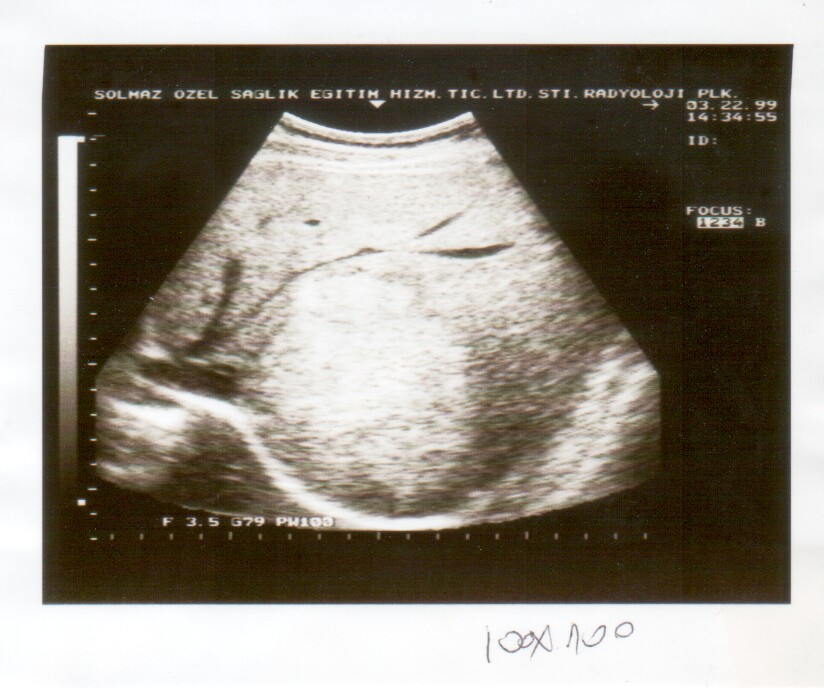
Ультразвукове сканування печінки (сіра шкала)

### Фізіологія печінки
Печінка — найбільший внутрішній орган, який виконує метаболічну функцію і бере участь в обміні білків, вуглеводів, жирів, гормонів, вітамінів, знешкодженні та детоксикації багатьох ендогенних і екзогенних речовин.
Найперше досліджували зовнішньо-секреторну функцію печінки та роль жовчі у травленні. Сьогодні печінку розглядають як загальний резервуар обміну речовин, з якого організм в міру потреби отримує необхідні речовини. Глюкоза і інші моносахариди у печінці перетворюються у глікоген. У нього перетворюються також молочна кислота та продукти розщеплення білків і меншою мірою — жирів.
Роль печінки в обміні білків полягає у розчепленні і перебудові амінокислот, утворенні сечовини і синтезі білків. Дезамінування амінокислот відбувається тільки в печінці. Після цього утворюються кетокислоти, які зазнають подальших перетворень. Синтез сечовини у клітинах печінки — основний шлях знешкодження аміаку, що утворюється в процесі дезамінування амінокислот. Сечовина синтезується за участю аргінази через орнітиновий цикл з використанням енергії АТФ. Печінка відіграє вирішальну роль у синтезі білків плазми крові.
В обміні жирів печінка бере участь шляхом дії жовчі на них у тонкій кишці. У печінці також проходить і розщеплення жирів з утворенням кетонових тіл (ацетон, масляна і β-оксимасляна кислоти). У печінці синтезується холестерин, який частково виводиться з жовчю, а основна його частина перетворюється в жовчні кислоти.
Багато вітамінів (A, B1, D, E, K) депонуються у печінці. Вітаміни В1, В2 і В6 активуються в печінці. Жиророзчинні вітаміни всмоктуються в кишечнику тільки за наявності жовчних кислот. Холестерин служить попередником стероїдних гормонів, тому печінка відіграє роль у їхньому обміні. У печінці депонується залізо, мідь, цинк. Печінка бере також участь в обміні марганцю, молібдену, кобальту та інших мікроелементів.
Печінка виконує бар'єрну функцію, що полягає у знешкодженні токсичних сполук, які надходять з їжею або утворюються в кишечнику за рахунок діяльності його мікрофлори. У печінці інактивуються і лікувальні речовини, які доставляються сюди кров'ю. Хімічні речовини знешкоджуються під час їхнього ферментативного окиснення, відновлення, метилування, ацетилування, гідролізу (перша фаза). Під час другої фази утворені продукти кон'югують з глюкуроновою, сірчаною, оцтовою кислотами, гліцином, таурдином. Деякі речовини знешкоджуються в одну фазу, а деякі без змін виводяться з жовчю і сечею. Печінка бере участь в інактивації багатьох гормонів (глюкокортикоїди, альдостерон, андрогени, естрогени, інсулін, глюкагон). Печінка відіграє роль у процесі зсіданні крові. У печінці синтезуються компоненти протромбінового комплексу (плазмові фактори II, II, IX, X), для синтезу яких необхідний вітамін К. У печінці синтезується фібриноген та V, XI, XII, XIII плазмові фактори. Синтезуються в печінці і фактори, які протидіють зсіданню крові (гепарин, антитромбін, антиплазмін). В ембріонів печінка служить кровотворним органом. Вона виконує функцію депонування крові та руйнування еритроцитів.
Печінка відіграє роль у зміні кровообігу всього організму. При підвищенні артеріального тиску кровообіг у печінці зростає, а при його зниженні — зменшується.
Печінка виконує екскреторну функцію, що тісно пов'язана з утворенням жовчі. За добу в середньому синтезується 1-1,5 л жовчі. Речовини, які виробляє печінка (білірубін, порфіринові сполуки, тироксин, холестерин) є складовою частиною жовчі.

## Захворювання печінки

### Гепатити
При постійній подразнюючій дії вірусів, токсинів чи антитіл виникають запальні зміни у тканині печінки, що веде до порушення нормального її функціювання. Гепатити, які спричинюють віруси, є найпоширенішими ураженнями паренхіми печінки. На сьогодні відомі вірусні гепатити А, B, C, D, E. Гепатити А і E передаються фекально-оральним механізмом, решта передаються гемоконтактним механізмом — внаслідок потрапляння від хворих заражених біологічних рідин (кров, сперма, вагінальний секрет тощо).

### Цироз печінки
При постійній дії вірусів, різних отрут (наприклад, алкоголю й наркотиків) відбувається розвиток хронічного гепатиту — загибель клітин печінки (гепатоцитів). Вони замінюються в печінці на сполучну тканину, що веде до розвитку невиліковного захворювання — цирозу печінки.

### Пухлини печінки
Доброякісні пухлини мають сприятливий перебіг, найчастішим проявом у таких випадках є збільшена печінка або біль при фізичному навантаженні, оскільки пухлина відокремлена від тканини печінки, але здійснює на неї певний тиск.
Доброякісні пухлини:
- гемангіома;
- фокальна нодулярна гіперплазія;
- аденома печінки

У той час як первинні злоякісні пухлини, метастази злоякісних пухлин інших органів у печінку призводять до переродження тканини органу, що веде до порушення або втрати функції печінки. Клінічно проявляється найчастіше: інтоксикацією, болем, порушенням функції травлення, обтураційною жовтяницею тощо.

### Кісти
Дуже частим є утворення ретенційних кіст печінки, які виникають через різноманітні локальні запальні процеси. Поширеною кістою печінки інфекційного походження є паразитарна ехінококова кіста.

## Трансплантація печінки
У низці випадків, наприклад, при гострій печінковій недостатності шансом врятувати пацієнта є проведення трансплантації печінки — хірургічної операції, що полягає в заміні хворої печінки на здорову печінку іншої людини (алотрансплантація). Перша, але невдала спроба трансплантації печінки людини була виконана 1 березня 1963 року американським хірургом Томасом Старлзом в Денвері, Колорадо, США. Численні подальші спроби різних хірургів залишалися безуспішними до 1967 року, коли той же Старлз вперше застосував антилімфоцитарну сироватку і зміг здійснити успішну трансплантацію печінки.